# Coly
Coly korábbi község Franciaországban, Dordogne megyében. Lakosainak száma 209 fő (2018. január 1.).
2019. január 1-jén Saint-Amand-de-Coly korábbi községgel egyesült és az így létrejött Coly-Saint-Amand új község része lett.

## Népesség
A település népességének változása:
| Lakosok száma | 159  | 174  | 168  | 230  | 218  | 224  | 225  | 223  | 212  | 209  |
|               | 1968 | 1975 | 1982 | 1999 | 2006 | 2011 | 2013 | 2016 | 2017 | 2018 |